# Fehér Vilmos
Fehér Vilmos, Schvarcz (?, 1875 – Hajdúnánás, 1926. november 25.) színigazgató.

## Életútja
Schvarcz Bernát és Goldenthál Rozália fiaként született. 1894-ben Mohácson Balogh Árpád társulatában említik. 1895 telén Keszthelyen, 1896 januárjában Kőszegen Kunhegyi Miklós, májusban már Kolozsvárott az újonnan megalakult Makróczy János és Bánfalvy Béla társigazgatók társulatában volt szerelmes énekes-szerelmes színész. 1899-ben Bácskay Györgynél, 1903-ban, a társulat feloszlása miatt előbb Kunhegyi Miklósnál, majd Baghy Gyulánál játszott. 1901–1902-ben Balla Kálmánhoz a győri színház akkor új igazgatójához szerződött és a győr- szombathelyi- pápai szinikerületben szerepelt. 1903 végén már bariton énekesként Tóváry Antal társulatával. 1905-ben Halmai Imre társulatával Vágújhely, Érsekújvár környékén játszott. 1908-ban Sárvárott színitársulatot szervezett és még abban az évben el is nyerte ott a színikerület igazgatóságát.
1908–09-ben Pozsony, Sopron, Moson, Győr, Komárom, Esztergom, Veszprém, 1909–11-ben Zala vármegyékben járt társulatával. 1910 nyarán Balatonbogláron saját költségén színkört építtetett. Somogy, Tolna, Baranya, 1911–13-ban Pest-Pilis-Solt-Kiskun, Bács-Bodrog, Jász-Nagykun-Szolnok, Csongrád, Békés, Csanád, 1913–15-ben Torontál, Krassó-Szörény, Temes és Hunyad vármegyékben, 1916–1917-ben Kőszegen fordult meg társulatával.  1918-ban az ország olyan helységeiben állomásozott társulatával, amelyek kerületekbe igazgatók nem rendszeresen látogattak. 1919–1921-ben Keszthely, Tapolca, Zalaegerszeg, Szekszárd, Bonyhád körzetben játszottak. Gödöllő és a hozzá tartozó színikerületben működött, így Kisújszálláson és Kunhegyesen, Abonyban, Törökszentmiklóson, illetve 1924-től egészen 1926-ig Rákosszentmihályon is rendszeresen játszott akkor 30 tagú együttesével. Ezután a berettyóújfalui kerületre váltott volna, azonban az igazgatói engedélye körül bizonyos komplikációk támadtak. Utoljára a szekszárdi színikerületben működött, ahol novemberre társulata megszűnt.
20 éven át volt színigazgató, halálát agyszélhűdés okozta.
Első neje: Rónai Erzsi (Románcsek Erzsébet), színésznő, született 1874-ben, meghalt 1910. március 7-én, Marcaliban. Utoljára A tanítónő címszerepében lépett föl Marcaliban a színpadon és szerepének eljátszása után oly rosszul lett, hogy rögtön ágynak esett és tíz napi szenvedés után meghalt. A temetőben Marcali közönsége nevében Vajda Aladár ügyvéd búcsúzott el a halottól. A színtársulat nevében Bakó Lajos mondott búcsúztatót. Második neje Péry Ilona volt.